# Taritu
Koordinaten: 58° 12′ N, 22° 6′ O
Taritu (deutsch Tarrito) ist ein Dorf (estnisch küla) auf der größten estnischen Insel Saaremaa. Es gehört zur Landgemeinde Saaremaa (bis 2017: Landgemeinde Lääne-Saare) im Kreis Saare.
Das Dorf hat 26 Einwohner (Stand 1. Januar 2016).
Der Ort liegt 23 Kilometer südwestlich der Inselhauptstadt Kuressaare. Östlich des Dorfkerns fließt der Bach Riksu oja.